# Nišská synagoga
Nišská synagoga byla postavena v roce 1925. V současné době slouží jako kulturní instituce.
V roce 1695 je v Niši poprvé zmiňována židovská čtvrť. Město, které bylo pod tureckou nadvládou, mělo čtvrť s názvem "Čivutana" – její součástí byla synagoga, vlastní škola a židovská rituální lázeň mikve. V roce 1801 byla za rabína Rahamima Naftaliho Gedalji postavena nová synagoga, která však byla v roce 1879 zničena požárem. Na konci 19. století měla Niš dvě synagogy, označované jako velká a malá. Protože stávající svatostánky byly zchátralé, byla na přelomu let 1924 a 1925 postavena nová synagoga. Ta má trojdílné průčelí, jehož vrcholem je stupňovitý štít.
Během druhé světové války byla synagoga využívána wehrmachtem jako skladiště. Vzhledem k tomu, že v poválečném období v Niši téměř nikdo z Židů nepřežil, zůstala budova nevyužita. V roce 1948 byla synagoga oficiálně uzavřena a v roce 1970 prodána městu Niš – v té době již ale stavba vyžadovala zásadní rekonstrukci. Město budovu opravilo a v rozporu s původními sliby ji využilo k výstavním účelům. V roce 1986 byla synagoga zapsána na seznam památek a v letech 2001/2009 prošla rozsáhlou rekonstrukcí. Se souhlasem židovské obce byla přejmenována na "Chrám kultury" (srbsky Hram kulture) a nyní se využívá pro koncerty a další kulturní účely.